# Liste der Biografien/Helf
Liste der Biografien |
Portal Biografien |
Personensuche
# |
A |
B |
C |
D |
E |
F |
G |
H |
I |
J |
K |
L |
M |
N |
O |
P |
Q |
R |
S |
T |
U |
V |
W |
X |
Y |
Z |
?
 
Ha |
Hd |
He |
Hi |
Hj |
Hk |
Hl |
Hm |
Hn |
Ho |
Hr |
Hs |
Ht |
Hu |
Hv |
Hw |
Hy
 
Hea |
Heb |
Hec |
Hed |
Hee |
Hef |
Heg |
Heh |
Hei |
Hej |
Hek |
Hel |
Hem |
Hen |
Heo |
Hep |
Heq |
Her |
Hes |
Het |
Heu |
Hev |
Hew |
Hex |
Hey |
Hez
 
Hela |
Helb |
Helc |
Held |
Hele |
Helf |
Helg |
Heli |
Helj |
Helk |
Hell |
Helm |
Heln |
Helo |
Help |
Helr |
Hels |
Helt |
Helu |
Helv |
Helw |
Hely |
Helz
Die Liste der Biografien führt alle Personen auf, die in der deutschsprachigen Wikipedia einen Artikel haben. Dieses ist eine Teilliste mit 108 Einträgen von Personen, deren Namen mit den Buchstaben „Helf“ beginnt.

## Helf
- Helf, Ludwig (1837–1918), deutscher Reichsgerichtsrat
- Helf, Wilhelm (1900–1978), deutscher Politiker (SPD), MdL

### Helfe
- Helfen, Werner (1914–2004), deutscher Polizist und Widerstandskämpfer gegen den Nationalsozialismus
- Helfenbein, Hans (* 1931), deutscher Orgelbauer
- Helfenbein, Wiegand (1889–1959), deutscher Orgelbauer
- Helfenberg, Heinrich von († 1326), Bischof von Gurk
- Helfenberger, Karl (1878–1945), deutscher Gewerkschafter und Politiker (SPD), MdL
- Helfenberger, Mirjam (* 1966), Schweizer Malerin und Musikerin
- Helfenburg, Wenzel Albin von († 1577), Kanzler der Herren von Rosenberg
- Helfenschneider-Ofner, Simone (* 1982), österreichische Triathletin
- Helfenstein, Adelheid von († 1413), Äbtissin von Lichtenthal
- Helfenstein, Georg II. von (1518–1573), deutscher Offizier und Staatsmann
- Helfenstein, Georg von († 1632), römisch-katholischer Theologe, Weihbischof in Trier, Titularbischof von Azot (Aschdod), Rektor der Universität Trier
- Helfenstein, Heinrich (1946–2020), Schweizer Architekturfotograf
- Helfenstein, Hugo (* 1953), Schweizer Jazzmusiker
- Helfenstein, Josef (* 1957), Schweizer Kunsthistoriker und Kurator
- Helfenstein, Margarethe von (1498–1537), Tochter des römisch-deutschen Kaisers Maximilian I.Margarethe von Helfenstein (1498–1537)

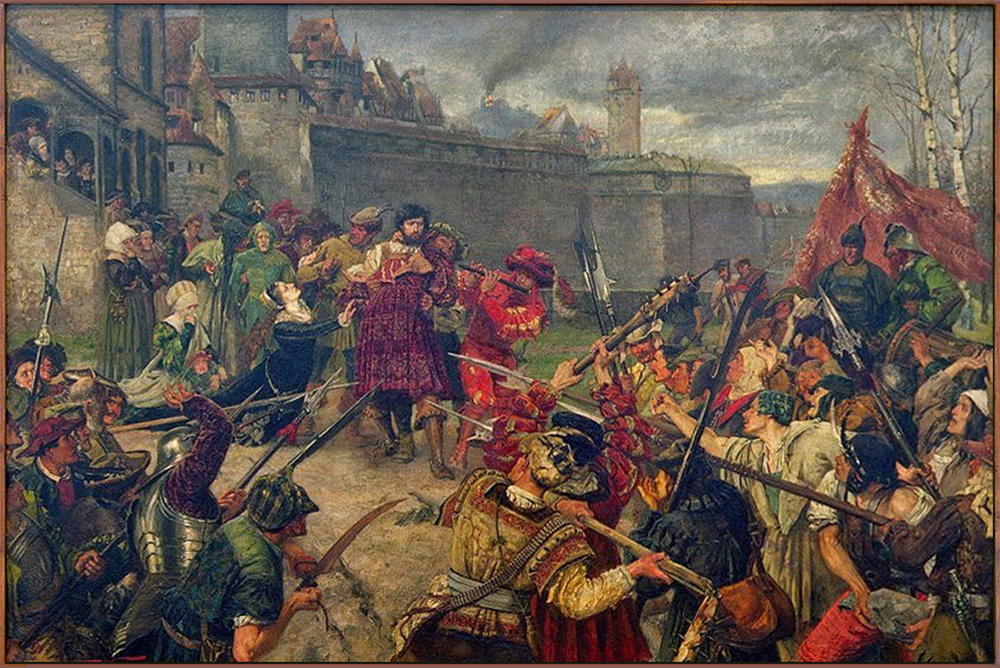
Margarethe von Helfenstein (1498–1537)

- Helfenstein, Schweikhard von (1539–1599), deutscher Graf, Präsident des Reichskammergerichtes, kaiserlicher Statthalter
- Helfenstein, Sibylla von († 1487), Äbtissin des Fraumünsters Zürich
- Helfenstein, Sven (* 1982), Schweizer Eishockeyspieler
- Helfenstein, Ulrich (1925–2006), Schweizer Historiker und Archivar
- Helfenstein-Wiesensteig, Ludwig V. von (1493–1525), österreichischer Obervogt in Württemberg
- Helfenzrieder, Johann Evangelist (1724–1803), deutscher Jesuit, Mathematiker und Astronom
- Helfer, Andreas (* 1958), deutscher Maler, Grafiker und Objektkünstler
- Helfer, Armin (* 1980), italienischer Eishockeyspieler
- Helfer, Christian (1930–2008), deutscher Rechtssoziologe
- Helfer, Eduard (1920–1981), Schweizer Architekt
- Helfer, Erwin (* 1936), US-amerikanischer Blues-, Boogie-Woogie- und Jazzpianist
- Helfer, Hans-Ulrich (* 1951), Schweizer Politiker und Unternehmensgründer
- Helfer, Joachim (* 1964), deutscher Schriftsteller
- Helfer, Johann Wilhelm (1810–1840), österreichischer Mediziner und Forschungsreisender
- Helfer, Monika (* 1947), österreichische Schriftstellerin
- Helfer, Salomeja Maximowna (1916–2011), sowjetisch-russische Architektin und Stadtplanerin
- Helfer, Tricia (* 1974), kanadisches Mannequin und SchauspielerinTricia Helfer (* 1974)

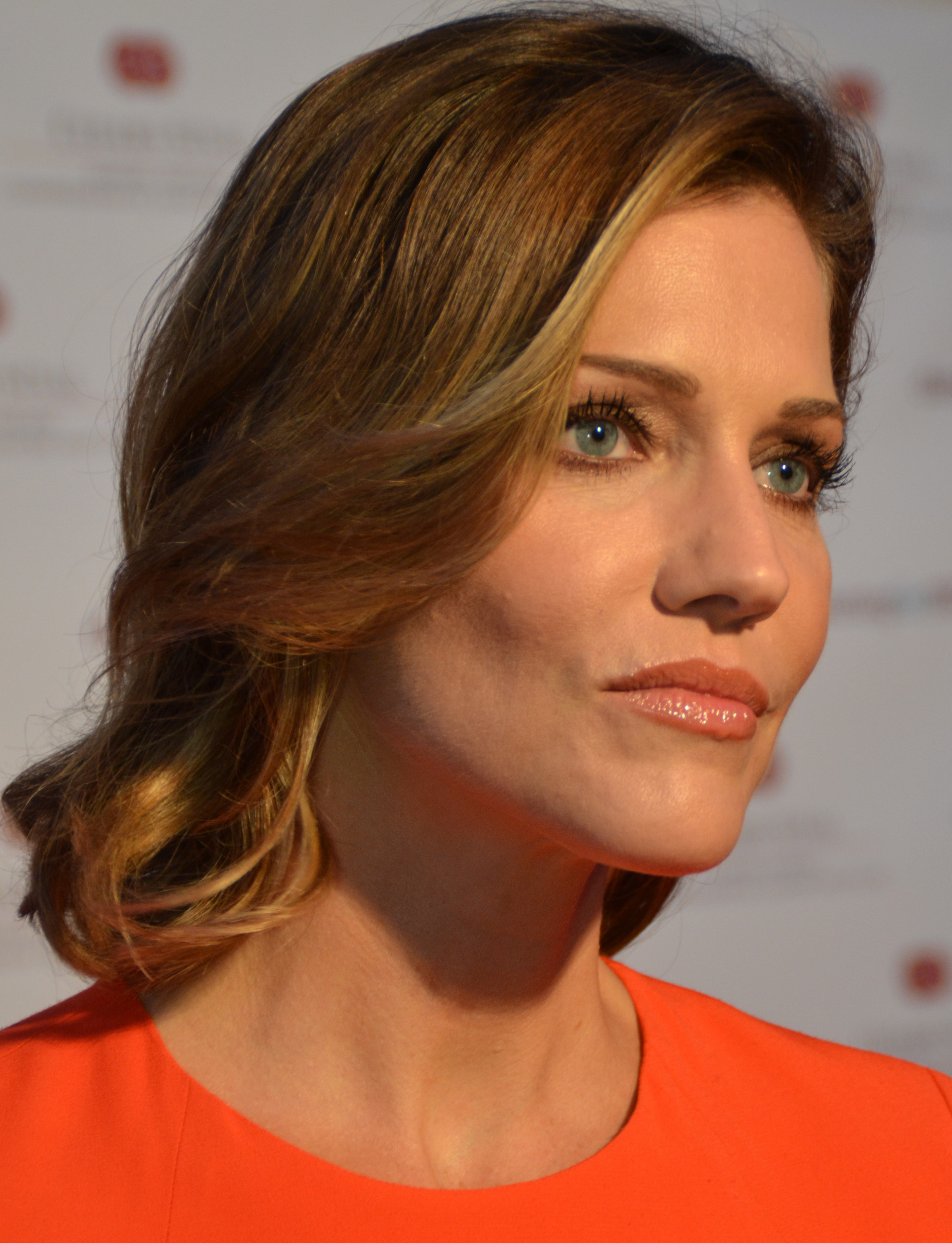
Tricia Helfer (* 1974)

- Helfer, Wilhelm (1886–1954), deutscher Politiker (NSDAP), MdR, MdL und SA-Führer
- Helferich, Burckhardt (1887–1982), deutscher Chemiker und Hochschullehrer
- Helferich, Franz Joseph (1806–1881), deutscher römisch-katholischer, später evangelischer Geistlicher
- Helferich, Hans (1891–1945), deutscher Jurist, Ministerialbeamter und Bankdirektor
- Helferich, Heinrich (1851–1945), deutscher Chirurg und Hochschullehrer
- Helferich, Johann von (1817–1892), schweizerisch-deutscher Nationalökonom
- Helferich, Matthias (* 1988), deutscher Politiker (AfD)
- Helfers, Rosa (1885–1965), deutsche Politikerin (SPD), Mitglied des Preußischen Landtages und des Niedersächsischen Landtages
- Helferstorfer, Othmar (1810–1880), österreichischer Ordensgeistlicher, Abt des Schottenstiftes und Politiker, Landtagsabgeordneter
- Helfert, Joseph (1791–1847), böhmischer Rechtswissenschaftler und Ethnograph
- Helfert, Joseph Alexander von (1820–1910), österreichischer Historiker und Politiker
- Helfert, Vladimír (1886–1945), tschechischer Musikwissenschaftler, Pädagoge und Dirigent
- Helfert, Willi (1922–1991), österreichischer Maler und Graphiker
- Helfet, Cooper (* 1989), US-amerikanischer American-Football-Spieler

### Helff
- Helff, Albert (1861–1945), deutscher Jurist und Mitglied des Provinziallandtages der Provinz Hessen-Nassau
- Helffenstein, Karl (1890–1958), deutscher Politiker (DDP, DVP, FDP), MdL
- Helffer, Bernard (* 1949), französischer Mathematiker
- Helffer, Claude (1922–2004), französischer Pianist
- Helfferich, Adolph (1813–1894), deutscher Philosoph
- Helfferich, André (1858–1905), deutscher Verwaltungsbeamter
- Helfferich, Cornelia (1951–2021), deutsche Sozialwissenschaftlerin
- Helfferich, Emil (1878–1972), deutscher Südostasienkaufmann
- Helfferich, Franz (1871–1941), niederländischer Maler
- Helfferich, Friedrich (1845–1917), deutscher Textilfabrikant in Neustadt an der Haardt
- Helfferich, Johann Jakob († 1750), deutscher Jurist und Hochschullehrer
- Helfferich, Karl (1872–1924), deutscher Politiker (DNVP), MdR und BankierKarl Helfferich (1872–1924)

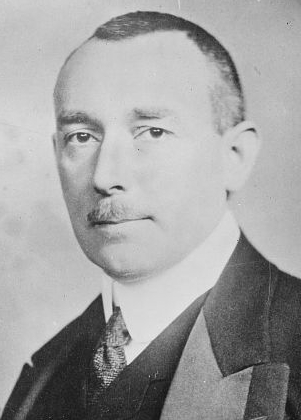
Karl Helfferich (1872–1924)

- Helfferich, Max (1828–1901), deutscher Kaufmann und Maschinenfabrikant in Charkiw
- Helfferich, Tryntje (* 1969), US-amerikanische Historikerin
- Helffrich, Alan (1900–1994), US-amerikanischer Leichtathlet
- Helffrich, Johann, deutscher Orientreisender
- Helffrich, Joseph (1890–1971), deutscher Astronom
- Helfft, Johann Jacob (1802–1869), deutscher Architekt und preußischer Baubeamter
- Helfft, Julius (1818–1894), deutscher Architektur- und Landschaftsmaler
- Helfft, Ludwig (1793–1867), deutscher Kaufmann und Politiker

### Helfg
- Helfgen, Heinz (1910–1990), deutscher Journalist und Reiseschriftsteller
- Helfgott, Ben (1929–2023), britischer Gewichtheber
- Helfgott, David (* 1947), australischer Pianist
- Helfgott, Harald (* 1977), peruanischer MathematikerHarald Helfgott (* 1977)

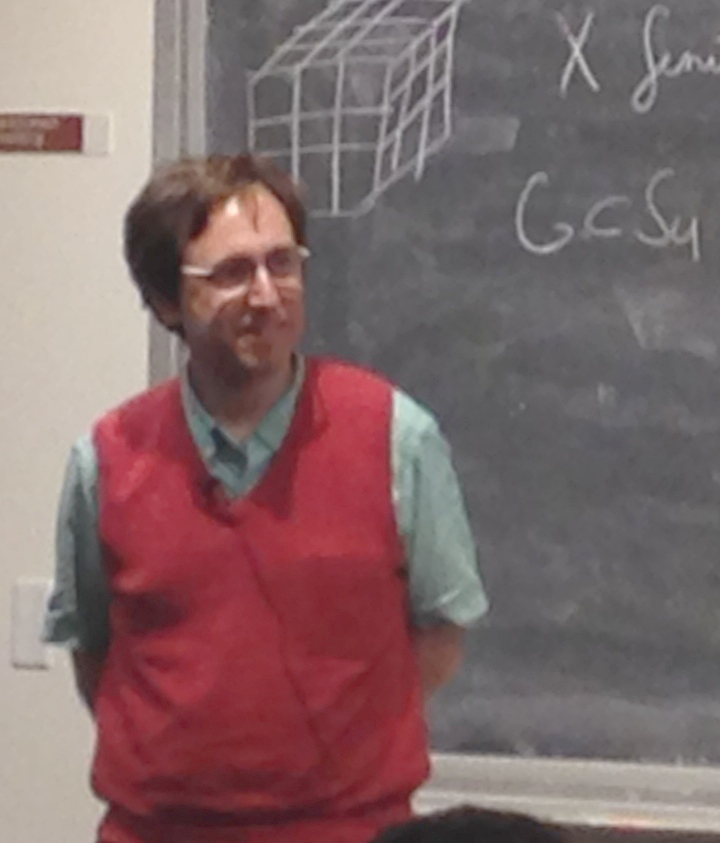
Harald Helfgott (* 1977)

- Helfgott, Maria (* 1974), österreichische Organistin und Musikwissenschaftlerin

### Helfm
- Helfmann, Balthasar (1848–1896), deutscher Schlossermeister und Bauunternehmer
- Helfmann, Philipp (1843–1899), deutscher Maurermeister und Bauunternehmer

### Helfr
- Helfrecht, Johann Theodor Benjamin (1753–1819), deutscher Lehrer und Heimatforscher
- Helfreich, Friedrich (1842–1927), deutscher Mediziner, Medizinhistoriker und Augenheilkundler
- Helfreich, Wladimir Georgijewitsch (1885–1967), russischer Architekt und Hochschullehrer
- Helfrich, Anke (* 1966), deutsche Musikerin (Piano, Komposition) des Modern Jazz
- Helfrich, Bernd (* 1945), deutscher Volksschauspieler und RegisseurBernd Helfrich (* 1945)

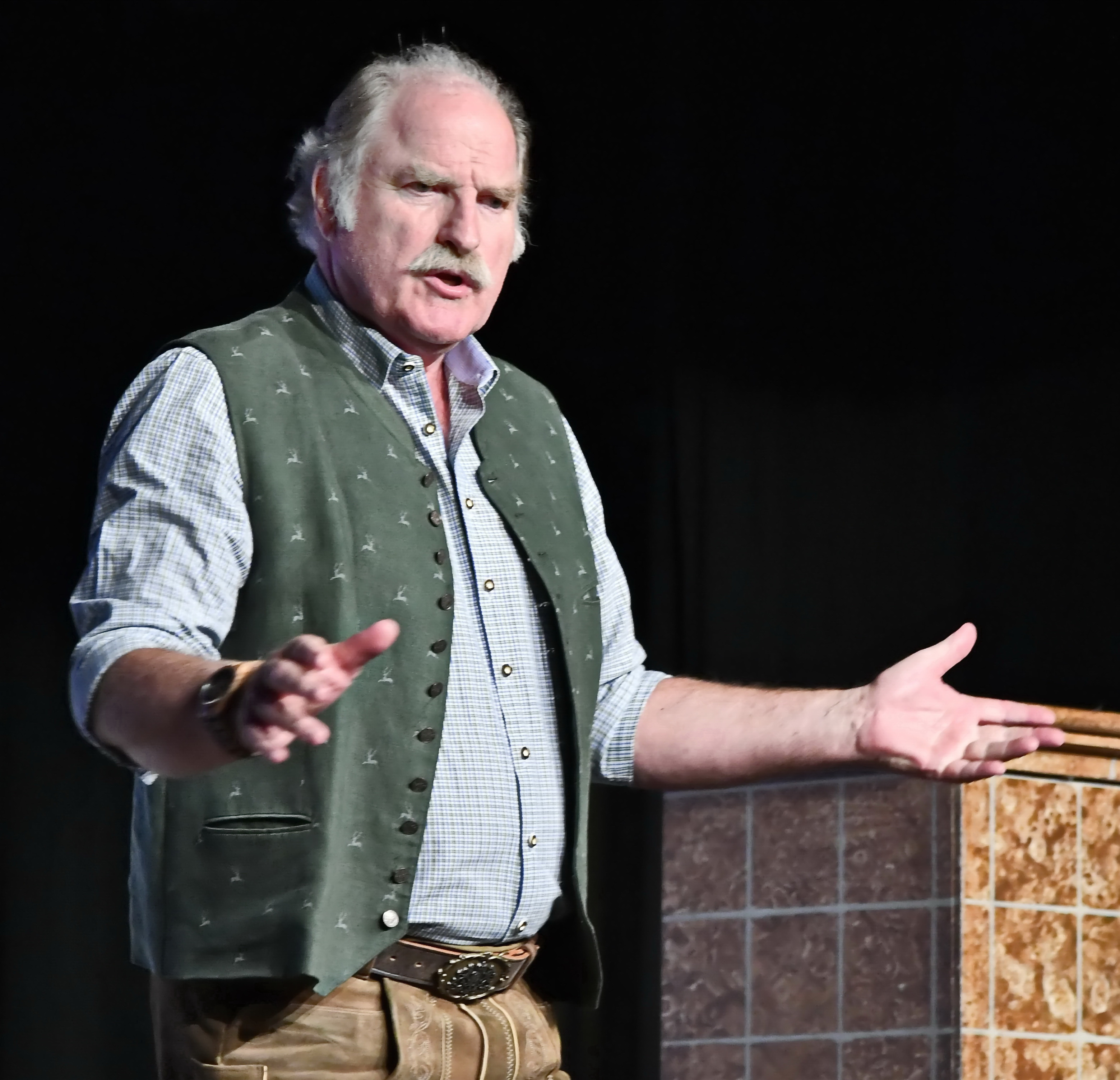
Bernd Helfrich (* 1945)

- Helfrich, Carl (1906–1960), deutscher Antifaschist
- Helfrich, Conrad (1886–1962), niederländischer Vizeadmiral der königlichen Marine
- Helfrich, Daniel (* 1973), deutscher Kabarettist, Komponist, Pianist, Sänger, Bandleader und Moderator
- Helfrich, Eugen (1894–1968), deutscher Politiker (CDU), MdL
- Helfrich, Harald (* 1966), deutscher Regisseur, Schauspieler und Komponist
- Helfrich, Hede (* 1944), deutsche Psychologin und Hochschullehrerin
- Helfrich, Inga (* 1966), deutsche Regisseurin
- Helfrich, Joseph Anton (1762–1837), deutscher katholischer Priester, Domkapitular in Bamberg
- Helfrich, Klaus (1941–2017), deutscher Altamerikanist und Museumsleiter
- Helfrich, Kristina (* 1984), bayerische Schauspielerin
- Helfrich, Mark (* 1957), amerikanischer Filmeditor, Filmregisseur und Fotograf
- Helfrich, Mark (* 1978), deutscher Politiker (CDU), MdB
- Helfrich, Sepp (1900–1963), österreichisch-deutscher Politiker, MdR, Landeshauptmann der Steiermark
- Helfrich, Silke (1967–2021), deutsche Autorin, Herausgeberin, Forscherin und Aktivistin zu Gemeingütern und CommonsSilke Helfrich (1967–2021)

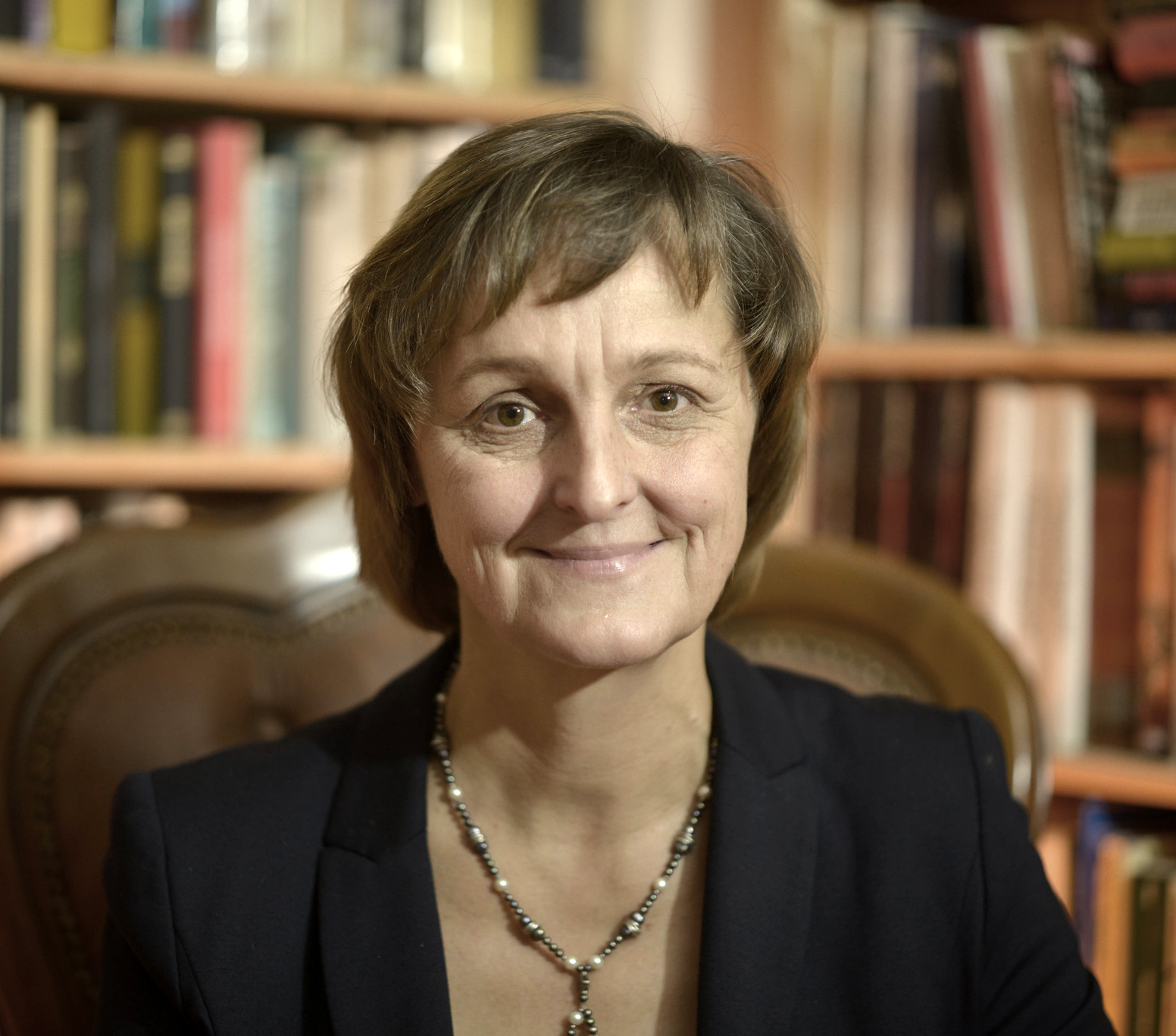
Silke Helfrich (1967–2021)

- Helfrich, Theo (1913–1978), deutscher Formel-1-Fahrer
- Helfrich, Volker (* 1967), deutscher Schauspieler
- Helfrich, Wolfgang (* 1932), deutscher Physiker
- Helfrich-Förster, Charlotte (* 1957), deutsche Neurobiologin
- Helfricht, Ferdinand (1809–1892), herzoglich Sachsen-Coburg und Gothaischer Hofgraveur, Münz-, Medaillen- und Stempelschneider
- Helfricht, Hermes (* 1992), deutscher Dirigent und Pianist
- Helfricht, Jürgen (* 1963), deutscher Publizist, Medizin- und Astronomiehistoriker
- Helfried von Meggau († 1539), Landeshauptmann ob der Enns
- Helfritz, Fritz (1790–1848), deutscher Jurist, Gutspächter, Amtmann und Freimaurer
- Helfritz, Hans (1877–1958), deutscher Staatsrechtler
- Helfritz, Hans (1902–1995), deutscher Komponist, Musikwissenschaftler und Schriftsteller
- Helfritz, Hugo (1827–1896), Bürgermeister von Greifswald, preußischer Politiker
- Helfritz, Paul (1872–1950), deutscher Generalmajor

### Helfs
- Helfsgott, Walter (1911–1980), deutscher Hauptsturmführer und Täter des Holocaust